# Symmiges
Symmiges là một chi bướm đêm thuộc họ Geometridae.